# پری ریوز
پری ریوز (انگلیسی: Perrey Reeves؛ زادهٔ ۳۰ نوامبر ۱۹۷۰) یک هنرپیشه اهل ایالات متحده آمریکا است. وی از سال ۱۹۸۹ میلادی تاکنون مشغول فعالیت بوده‌است.

## گزیدهٔ آثار

### سینما
- کشف‌نشده (۲۰۰۵)
- آقا و خانم اسمیت (۲۰۰۵)
- حومه (۱۹۹۹)
- خیابان جامپ شماره ۲۱ (۱۹۹۰)

### تلویزیون
- ادراک (۲۰۱۳)
- یقه سفید (۲۰۱۲)
- ان‌سی‌آی‌اس (۲۰۱۲)
- درمانگاه خصوصی (۲۰۱۰)
- قواعد نامزدی (۲۰۰۹)
- آناتومی گری (۲۰۰۹)
- دارودسته (۲۰۱۱-۲۰۰۴ و ۲۰۱۵)
- سی‌اس‌آی: میامی (۲۰۰۳)
- سی‌اس‌آی (۲۰۰۳)
- پرونده‌های اکس (۱۹۹۴)
- دفترچه خاطرات کفش قرمز (۱۹۹۴)
- امور پنهانی (۲۰۱۰)